# Метеоролошка станица Мусагеница
Метеоролошка станица Мусагеница је једна од синоптичких станица у главном граду Бугарске Софији. Станица је званично почела са радом 4. априла 2012. године

## Положаји размештај
Метеоролошка станица Мусагеница се налази у стамбеном комплексу на југоистоку Софије, у оквиру студентског административног округа Општине Софија. У близини је станице метроа Мусагеница, (отворене 8. маја 2009. године), на око 580 метара надморске висине.

## Намена
Метеоролошка станица је синоптична, и свака 3 сата врши мерења:
- температуре ваздуха
- релативне влажности у ваздуху,
- атмосферски притисак,
- правац и брзину ветра,
- количину падавина,
- хоризонталну видљивост, и ниво облачности.

Температура и релативна влага мере се аутоматским сензором (температуре и влажности) смештеног у посебно направљеној метеоролошкој кућици.
Индикатор ветра користи се за одређивање смера ветра, а брзина ветра одређује се по Бофоровој скали.
Падавине се мере помоћу мерача кише.
Врсту времена, хоризонталну видљивост, количину и врсту облак, метеоролог станице визуелно одређује